# Národní knihovna na Letné
Národní knihovna na Letenské pláni v Praze, často přezdívaná též chobotnice nebo blob, byla zamýšlená nová budova Národní knihovny České republiky podle návrhu týmu britského architekta českého původu Jana Kaplického z ateliéru Future Systems, vybraného v architektonické soutěži z 355 návrhů. Měla být dostavěna v roce 2012. Měla poskytnout prostor pro deset milionů knih a přestěhovat se do ní měly z Klementina svazky z fondů Národní knihovny vytištěné po roce 1801. V červenci 2008 ministr kultury konstatoval, že knihovna kvůli nedořešeným pozemkovým vztahům a financování postavena nebude. V srpnu 2008 Evropská komise vydala stanovisko, že soutěž proběhla v rozporu se zákonem o veřejných zakázkách, který se na výběr dodavatele projektu vztahuje.
Budova je navržena v organickém tvaru připomínajícím tělo chobotnice, s vnějším pláštěm zeleno-žluto-bílé barvy s fialovými skvrnami, s vyhlídkovým oknem připomínajícím oko směrem k Pražskému hradu. Vydávání a ukládání knih je navrženo pomocí automatického systému (Automated Storage and Retrieval System, ASRS) ze skladu umístěného převážně pod zemí.
Byla navržena na Letenskou pláň do prostoru nynějšího tramvajového a autobusového obratiště Špejchar. Na východní straně s ní měl sousedit jeden z výjezdů z automobilového tunelu Blanka.

## Záměr nové knihovny
V listopadu 2004 zástupci Národní knihovny konzultovali záměr vybudování nové knihovny s představiteli města, kteří souhlasili s umístěním na Letné. V prosinci 2004 NK s pražskými radními podepsala Memorandum o spolupráci na projektu nové knihovny.
V prosinci 2004 NK předložila vládě investiční záměr na výstavbu nové budovy knihovny (bez bližší specifikace místa a provedení budovy) a zároveň na rekonstrukci Klementina. Dne 21. dubna 2005 jej podpořil Výbor pro vědu, vzdělání, kulturu, mládež a tělovýchovu PSP ČR usnesením č. 241 a 1. června 2005 pak Rozpočtový výbor PSP ČR usnesením č. 579. Poslanecká sněmovna záměr podpořila  usnesením č. 2355 z 21. března 2006, aniž by byl blíže specifikován klíčový důvod výstavby, tedy nedostatečná kapacita stávající knihovny.
Vláda České republiky usnesením č. 717 dne 7. června 2006 schválila zajištění finančních prostředků na přípravu a realizaci nového objektu Národní knihovny ČR. Novela zákona č. 228/2006 Sb. v dubnu 2006 umožnila převod peněz z rušeného Fondu národního majetku na výstavbu knihovny a muzea.

## Architektonická soutěž

### Průběh soutěže
Dne 16. května 2006 vyhlásila Národní knihovna České republiky podle pravidel UNESCO a Mezinárodní unie architektů (UIA) mezinárodní architektonickou soutěž na návrh budovy národní knihovny na Letenské pláni. Přímo dopisem Národní knihovna upozornila na soutěž 17 významných architektů. Uzávěrka přihlášek byla 30. května 2006. První kolo soutěže (vyřazovací) se konalo 23.–25. října 2006, druhé kolo, které určilo pořadí úspěšných návrhů, 27.–28. února 2007.
Porota měla 7 řádných členů: předsedkyní byla britská architektka českého původu Eva Jiřičná, místopředsedou český architekt Petr Bílek, dalšími členy byli britská architektka Zaha Hadid, německá architektka Irene Wiese-von Ofen jako zástupkyně UNESCO, mexický architekt José Grinberg jako zástupce UIA, Pavel Bém jako primátor hlavního města Prahy a Vlastimil Ježek jako generální ředitel Národní knihovny ČR. Náhradní členové poroty byli čtyři, z nich v obou kolech soutěže nastoupil jen Jan Kněžínek, ředitel odboru památkové péče Magistrátu hl. m. Prahy za Pavla Béma, který se z obou kol soutěže omluvil pro mimořádné pracovní zaneprázdnění. Na regulérnost soutěže dohlížel z pozice ředitele soutěžní komise pozorovatel UIA Wolfgang Tochtermann.
Do prvního kola bylo zařazeno 355 návrhů. V pěti hlasováních byla postupně většina návrhů vyřazena, do druhého kola postoupilo 8 návrhů. 3. března 2007 byly vyhlášeny výsledky soutěže. Vítězný návrh vybrala komise jednomyslně. Výsledné pořadí bylo:
- 1. místo (160 000 €): návrh č. 297, Jan Kaplický, Volkan Alkanoglu, Maria Jose Castrillo, Misha Kitlerova, Filippo Previtali, Georg Roetzl (Future Systems, Velká Británie)

- 2. místo (120 000 €): návrh č. 240, Kevin Carmody, Andy Groarke (Carmody Groarke Ltd., Velká Británie)
- 3. místo (70 000 €): návrh č. 161, Petr Burian, Petr Hájek, Tomáš Hradečný, Jan Šépka (HŠH architekti, s. r. o., Česko)
- 4. místo (35 000 €): návrh č. 125, Tom Wiscombe, Mona Marbach (EMERGENT Tom Wiscombe, LLC, Mona Marbach Architect, USA, Kalifornie)
- 5. místo (30 000 €): návrh č. 262, John Reed, Peter Coombe, Jennifer Sage (John Reed Architecture, PC, Sage and Coombe Architects, LLP, USA, New York
- 6.–8. místo (3 × 8 333€):
  - návrh č. 199, Michael Viktor Müller, Sonja Starke, Inga Bolik, André Omar, Courdula Weisser (MVMarchitekt + Starkearchitektur, Německo)
  - návrh č. 237, Dagmar Richter (DR_D, Německo)
  - návrh č. 314, Barbara Holzer, Tristan Kolber, (Holzer Kolber Architekturen GmbH, Švýcarsko)

Každý z osmi výherců navíc obdržel odměnu 20 000 € za vypracování návrhu do druhého kola.
Na uskutečnění soutěže Národní knihovna ČR vynaložila 27 226 700 Kč z účelové státní dotace a 844 675 Kč z vlastních prostředků. Zhruba čtvrtina nákladů byla na režii soutěže a tři čtvrtiny na ceny a odměny soutěžícím a porotcům včetně DPH.
Od 2. března 2009 smí autor s vítězným projektem volně nakládat, například jej využít jinde. 2. března 2009 média oznámila, že Národní knihovna musí vítězný návrh vrátit majiteli a podle pravidel soutěže mu vyplatit dalších 160 000 € za to, že se do dvou let nezačalo s přípravou projektové dokumentace vítězného návrhu. Vzhledem k úmrtí Kaplického ředitel Národní knihovny zatím nevěděl, komu tyto nároky nyní příslušejí.

### Zdůvodnění výběru
Návrh Kaplického týmu umístit sklad knih pod zem nevyhovoval zadávacím podmínkám soutěže, konkrétně větě „Z hlediska minimalizace rizik nesmí být jádro konzervačních fondů umístěno v podzemních podlažích a v nejvyšším nadzemním podlaží“, která byla součástí delší pasáže popisující důvody zvýšené ochrany a možná rizika, požadavek stálosti teplot i při výpadcích všech technických prostředků a i v nejteplejších letních dnech, centrálně regulovaný plně automatizovaný režim vytápění s vyloučením zásahu zaměstnanců i čtenářů atd.
Porota svůj postoj zdůvodnila tím, že zadavatel soutěže vyhlásil kvalitu celkového designu s ohledem na umístění budovy za prvořadé kritérium a že většina podaných návrhů nesplňovala jeden nebo více povinných požadavků, a proto se porota rozhodla zvážit všechny projekty podle jejich přínosů bez ohledu na porušení konkrétních požadavků, přičemž usoudila, že Kaplického projekt zajišťuje bezpečnost knihovních fondů stejně dobře, ne-li lépe, než předpokládal program soutěže. Po analýze návrhů došlých do soutěže bylo údajně evidentní, že řada řešení s umístěním fondů nad zemí poskytuje podstatně menší záruky než podzemní varianty, přičemž robotizované archivy umožňují v případě ohrožení okamžité hermetické uzavření bez nutnosti předchozí evakuace osob. Výběrová komise poté v souladu se stanovami UIA požádala zástupce zadavatele o vyjádření, zda na podmínce trvá, a zadavatel od podmínky ustoupil. Mimo to z pravidel UIA ani soutěžních podmínek této soutěže přímo nevyplývala povinnost komise vyloučit návrhy, které nesplňují některou z povinných podmínek.
Národní knihovna na svých stránkách také uváděla, že soutěžní návrh není dokumentací pro stavební povolení, a proto nedodržení českých norem (požární normy, osvětlení atd.) nebylo důvodem pro vyloučení ze soutěže.

### Spor o regulérnost
Průběh soutěže kritizovala kolem 10. března 2007 Česká komora architektů (ČKA), která se obrátila se stížností na Mezinárodní unii architektů. Ve svém stanovisku napsala, že porota označila za vítěze dílo, které prokazatelně porušilo závazné podmínky soutěže. Na základě zkušenosti s touto soutěží změnila ČKA soutěžní řád, respektive rozhodla, že v budoucnu se v celé České republice nemohou konat architektonické soutěže podle pravidel Mezinárodní unie architektů, aniž by na ně zároveň ČKA dohlížela.
Mezinárodní unie architektů výsledky soutěže 11. června 2007 potvrdila po ověření, že všichni členové poroty byli před hlasováním srozuměni s tím, že návrh nesplňuje jeden z mandatorních požadavků a že porota tento aspekt projednala.
Začátkem května se ateliér HŠH architekti obrátil se stížností na Úřad pro ochranu hospodářské soutěže. Úřad se stížností odmítl zabývat. V srpnu se na tentýž úřad obrátili s dalším podnětem, opět neúspěšně. Později se obrátili na soud, ten do ledna 2008 nerozhodl.
V říjnu byl na tiskové konferenci, přenášené živě na ČT24, zveřejněn Otevřený dopis architektů ministru kultury, v němž více než dvacet českých i zahraničních architektů (vč. zástupců soutěžících týmů), reprezentovaných především arch. Martinem Roubíkem, požadovalo (s odkazem na konkrétní veřejně dostupné dokumenty – soutěžní pravidla, protokol a také konečné stanovisko UIA) zrušení výsledků neregulérní soutěže a přijetí odpovědnosti ze strany vedení NK. Kromě porušení několika soutěžních pravidel samotnou porotou (vč. vypuštění konkrétní závazné podmínky navržené zástupcem vyhlašovatele již na začátku hodnocení) v dopise kritizovali celkově nekvalitní přípravu a prezentaci mezinárodní architektonické soutěže. Upozornili také na dlouhodobé preferování budoucího vítěze vyhlašovatelem soutěže, vyjádřené složením poroty a celkovým oficiálním informováním v průběhu příprav soutěže v médiích.
Regulérností soutěže se zabývala, kromě ostatních problémů souvisejících s projektem a výstavbou, i expertní komise magistrátu. Její právní experti byli rozděleni v této otázce napůl, dva vyžádané nezávislé posudky vyzněly spíše v neprospěch proběhlé soutěže (viz níže).
Náměstek ministra kultury František Mikeš v týdnu kolem 20. února 2008 požádal Úřad pro hospodářskou soutěž o stanovisko, zda je možné na základě proběhlé architektonické soutěže zadat veřejnou zakázku.
Martin Pecina, tehdejší ředitel Úřadu pro ochranu hospodářské soutěže, se v deníku Právo 22. dubna 2008 vyjádřil, že Ministerstvo kultury by mělo proběhlou mezinárodní architektonickou soutěž zrušit a že podle měřítek českého zákona nebyla v pořádku. Zároveň sdělil, že jeho úřadu nepřísluší soutěž posuzovat a dohlížet na ni, protože zadavatelé uplatnili oprávněnou výjimku ze zákona. Proto se také ÚOHS odmítl zabývat jak podnětem od architektů, tak podnětem od náměstka ministra kultury Františka Mikeše.
Český Úřad pro ochranu hospodářské soutěže se počátkem dubna 2008 obrátil na Generální ředitelství pro vnitřní obchod a služby v Bruselu, orgán Evropské komise, s dotazem, jestli v případě této soutěže bylo možno uplatnit výjimku ze zákona o veřejných zakázkách. Generální ředitelství 5. srpna 2008 faxem odpovědělo, že komise našla v postupu soutěže několik pochybení, a potvrdilo, že bylo nezbytné postupovat podle zákona o veřejných zakázkách, protože pravidla UNESCO ani pravidla UIA (Mezinárodní unie architektů) nepovažuje Evropská komise za „zvláštní postup mezinárodní organizace“ ve smyslu zákona, a proto se na ně zákonná výjimka nevztahuje a nelze jimi nahradit zákonný postup. Dle Evropské komise rovněž nebyly splněny podmínky pro použití jednacího řízení bez uveřejnění pro zadání projektových prací na stavbu.
Studio HŠH architekti na podzim 2007 podalo žalobu, v níž tvrdilo, že návrh Jana Kaplického zvítězil v rozporu se zadanými podmínkami a tedy porota nehodnotila soutěž spravedlivě. Nesplnil například požadavek umístit Národní konzervační fond nad zem. Obvodní soud pro Prahu 1 nejprve rozhodl ve prospěch žalobce, městský soud však rozsudek zrušil kvůli procesní chybě. Ve svém druhém rozsudku obvodní soud dne 21. dubna 2015 konstatoval, že návrh Jana Kaplického měl být ze soutěže vyloučen už v prvním kole, a rozhodl, že Národní knihovna má zaplatit architektonickému studiu HŠH architekti asi 2,9 milionu korun za umístění v soutěži, z toho 1,6 milionu tvoří rozdíl mezi třetí a druhou cenou, zbytek částky tvoří úroky z prodlení a zaplacení nákladů soudního řízení. Zdůvodnění rozsudku napsala soudkyně Lucie Laura Penn. V listopadu 2015 odvolací soud rozsudek pravomocně potvrdil. Mluvčí knihovny Irena Maňáková na to reagovala prohlášením, že Národní knihovna je do dnešního dne přesvědčena, že nepochybila.
26. 4. 2017 (ČT24) Nejvyšší soud odmítl dovolání Národní knihovny, která nesouhlasila s rozsudkem o soutěži na svou novou budovu. Výběr objektu, ve kterém uspěl (nikdy nerealizovaný) projekt architekta Jana Kaplického, před deseti lety napadlo Studio HŠH architekti. Kaplický podle nich zvítězil v rozporu se zadáním, což uznal i soud a knihovnu již dříve pravomocně odsoudil k třímilionovému odškodnému 

## Ohlasy na projekt
Proti návrhu se postavil prezident republiky Václav Klaus a poté i některé další osobnosti, které jsou považovány za jemu blízké. Václav Klaus 3. května 2007 při oficiální návštěvě Prahy 9 údajně prohlásil: „Podobně jako protijaderní aktivisté u Temelína jsem ochoten přivazovat se vlastním tělem a bránit, aby Národní knihovna v takové podobě na Letné nebyla.“ Přitom naznačil možnost, že knihovna by mohla stát na některém místě uvolněném po rušeném těžkém průmyslu v Praze 9. Dne 9. května publikoval v tisku Václav Klaus článek, ve kterém mimo jiné prohlásil, že se mu návrh budovy nelíbí a místo jejího umístění považuje za nepatřičné.
Opakované změny názorů jsou přičítány primátorovi Pavlu Bémovi. 6. března 2007 prohlásil, že si projektu nesmírně ceníme a že je odvážný, překvapivý, originální, energeticky úsporný a jistě i kontroverzní. 15. října 2007 se vyjádřil: „Návrh je tak arogantní v˙disharmonii s celým svým blízkým i vzdáleným okolím, že z hlediska zásahu do urbanismu města se nedá srovnat s Tančícím domem.“
Proti projektu se vyslovil Pavel Žďárský, předseda klubu ODS v městském zastupitelstvu, a v říjnu 2007 sdělil Lidovým novinám, že „ta stavba je katastrofa“, že udělá vše pro to, aby na Letné nestála, a že je to názor většiny zastupitelů za ODS.
V médiích proti projektu a proti jeho vybrání vystupoval architekt Radek Martíšek, který uspořádal 22. května 2007 i simulaci budovy pomocí zeleného balónu.
Martin Pecina, ředitel Úřadu pro ochranu hospodářské soutěže, v deníku Právo 22. dubna 2008 kromě svého názoru na regulérnost soutěže řekl také, že nová budova podle Kaplického návrhu na Letné stát nebude, protože odporuje územnímu plánu a současné zastupitelstvo města by jeho změnu nikdy neschválilo.

## Převod pozemků
Zastupitelstvo hlavního města Prahy usnesením č. 36/33 schválilo dne 30. března 2006 podmíněný úplatný převod pozemků pro knihovnu za 31,5 milionu Kč (rada předtím záměr jednomyslně schválila v lednu 2006). Toto usnesení má pozbýt použitelnosti, pokud do konce roku 2008 nebude uděleno stavební povolení.
Dodatečně však Útvar pro rozvoj hl. m. Prahy v říjnu 2006 požádal vedení Národní knihovny o posunutí objektu (na jih, do prostoru nynějšího parkoviště autobusů vedeného v územním plánu jako zeleň, a zároveň rozšíření koridoru oddělujícího knihovnu od budov západně od knihovny), a dohodl se na potřebě upravit vymezení převáděných pozemků. Architektonická soutěž byla vyhlášena již s upraveným vymezením parcel. Rada hlavního města Prahy 23. ledna 2007 usnesením č. 73 schválila změnu územního plánu odpovídající této úpravě. V únoru 2007 magistrátní právníci došli k názoru, že rada tím překročila své kompetence a rozhodovat mělo zastupitelstvo, avšak zastupitelstvu již návrh nikdo nepředložil.
V lednu 2008 se ukázalo zřejmým, že se nepodaří získat stavební povolení do konce roku 2008 a tedy nebude možno využít vydané usnesení zastupitelstva, jež zaručovalo knihovně budoucí smlouvu o převodu pozemků. Ředitel knihovny chce proto požádat zastupitelstvo, aby tuto lhůtu o rok prodloužilo. Není však jisté, zda mu vyhoví. Klub zastupitelů ODS se 11. října 2007 vyjádřil, že stavbu Kaplického knihovny nepodpoří. Náměstek primátora Pavel Klega také chce uplatnit názor, že stavba knihovny o půl miliardy Kč prodraží stavbu tunelu Blanka. Spor vznikl také o to, zda povinnost knihovny vyřešit dislokaci zařízení MHD znamená, že knihovna musí plně financovat výstavbu nové tramvajové smyčky na druhé straně pláně.
S Národní knihovnou ČR město žádnou smlouvu o převodu pozemků ani o smlouvě budoucí neuzavřelo, knihovna spoléhala na existenci usnesení zastupitelstva.

## Expertní komise magistrátu
V listopadu 2007 město Praha jmenovalo tým Národní knihovna, který měl do 27. února 2008 posoudit právní a památkářské problémy kolem nové budovy knihovny. Členy týmu byli primátor Pavel Bém, generální ředitel Národní knihovny Vlastimil Ježek, architekt Jan Kaplický, náměstek ministra kultury František Mikeš, ředitel Útvaru rozvoje města Bořek Votava, ředitel odboru kultury Jan Kněžínek, Bohdana Stoklasová z NK.
Tým si vyžádal stanoviska expertních komisí právníků, památkářů a architektů.
V právnickém týmu bylo 10 právníků (Miroslav Jansta, Bohuslav Klein, Jindřiška Kočová, Zdeněk Krampera, Jan Kříž, Karel Muzikář, Marek Nespala, Aleš Pejchal, Pavel Robek, Karel Šturm), kteří se v poměru 5:5 neshodli v otázce, zda architektonická soutěž proběhla podle pravidel a zda by tedy projekt nemohl být ještě zpochybněn, dva další, nezávislé právnické posudky (Ústavu státu a práva – ředitel Jaroslav Zachariáš – a Právnické fakulty UK – děkan Aleš Gerloch) pak prý vyznívají vůči projektu nepříznivě. Architektonická soutěž sice splnila soutěžní podmínky Mezinárodní unie architektů, ale vyhodnocení nevyhovovalo českému zákonu o zadávání veřejných zakázek, a proto může být podle některých právníků soudně napadnutelné a nelze na základě výsledků soutěže zadat veřejnou zakázku, přičemž cena vypracování projektu má být podle odhadu kolem 150 milionů Kč.
27. února 2008 expertní tým odložil rozhodnutí o vypsání veřejné zakázky na realizaci do doby, než se vyjádří Úřad pro hospodářskou soutěž.

## Soudní spory
Jan Kaplický pohrozil, že pokud do měsíce nedojde k zadání ověřovací studie, tak od projektu ustoupí a začne se domáhat práva u mezinárodního soudu. Zástupce ředitele magistrátu Miroslav Sklenář téhož dne uvedl, že je absurdní předpokládat, že mezi závazky vůči vítězi soutěže patří i povinnost vítězný návrh realizovat, a připomněl, že architektonickou soutěž vyhlašovala Národní knihovna, nikoliv Praha. Žalobu chystala také Národní knihovna, a to „na neznámého pachatele“ z pražského magistrátu, neboť město Praha se zdráhalo prodat přislíbené pozemky.
U soudu reálně problém architektonické soutěže nakonec řešil ateliér HŠH architekti, jenž se v mezinárodní soutěži umístil na třetím místě. Protože Jan Kaplický nebyl ze soutěže vyřazen, ačkoli jeho projekt nesplnil závaznou podmínku umístění konzervačního fondu novodobých dokumentů nad zem, vysoudil ateliér HŠH na Národní knihovně u Obvodního soudu pro Prahu 1 nakonec v roce 2015 tři miliony Kč jakožto náhradu za rozdíl mezi třetím a druhým místem, včetně úroků z prodlení a nákladů soudního řízení. Toto rozhodnutí potvrdil i Městský soud v Praze a stalo se tak pravomocným.

## Jehličkovo oznámení a reakce
Ministr kultury Václav Jehlička 23. července 2008 konstatoval, že projekt výstavby nové Národní knihovny na Letné nebude realizován. Na brífinku po jednání vlády prohlásil „Chobotnice se na Letné stavět nebude. Naše pozornost se musí soustředit na revitalizaci Klementina.“
Jehlička později konstatoval, že není bojovníkem proti panu Kaplickému ani nepřítelem jeho projektu, ale na stavbu nemá knihovna zajištěn pozemek a na projekt je méně peněz, než s kolika operuje Kaplického projekt (na výstavbu je vyčleněno 1,9 miliardy Kč, ale odhady ceny výstavby podle Kaplického projektu se pohybují od 4 do 10 miliard). Jehlička rovněž vyjádřil nesouhlas s tím, že ředitel Národní knihovny hodlal uvolněné prostory v Klementinu komerčně pronajímat. Zároveň potvrdil, že s výstavbou nové, moderní knihovny je nutno počítat, pokud možno v dosahu metra, nejspíše v horizontu 8 až 10 let, až po rekonstrukci Klementina.
Autor projektu Jan Kaplický na Jehličkovo prohlášení reagoval slovy: "Ministerstvo kultury České republiky je jediné ministerstvo kultury na světě, které brojí proti kultuře svého národa." A v několika rozhovorech pro česká média uvedl, že v budoucnu bude projekt realizován.
Ředitel NK ČR Vlastimil Ježek potvrdil, že se knihovna obrátila na veřejného ochránce práv. Z maření záměru obvinil „partu kolem Pavla Béma“, radní a další lidi v čele s Romanem Janouškem. Podle Ježka Pavel Bém opakovaně porušil všechno, co Národní knihovně slíbil. Skladování knih v podzemí Klementina Ježek označil za drahé a nezodpovědné.

## Film
Stavbu knihovny měla časosběrnou metodou sledovat dokumentaristka Olga Špátová. S průtahy kolem stavby a smrtí Jana Kaplického se ale přirozeně změnilo téma připravovaného filmu. Ten měl premiéru v dubnu 2010 pod názvem Oko nad Prahou.

## Autobusová zastávka v Brně

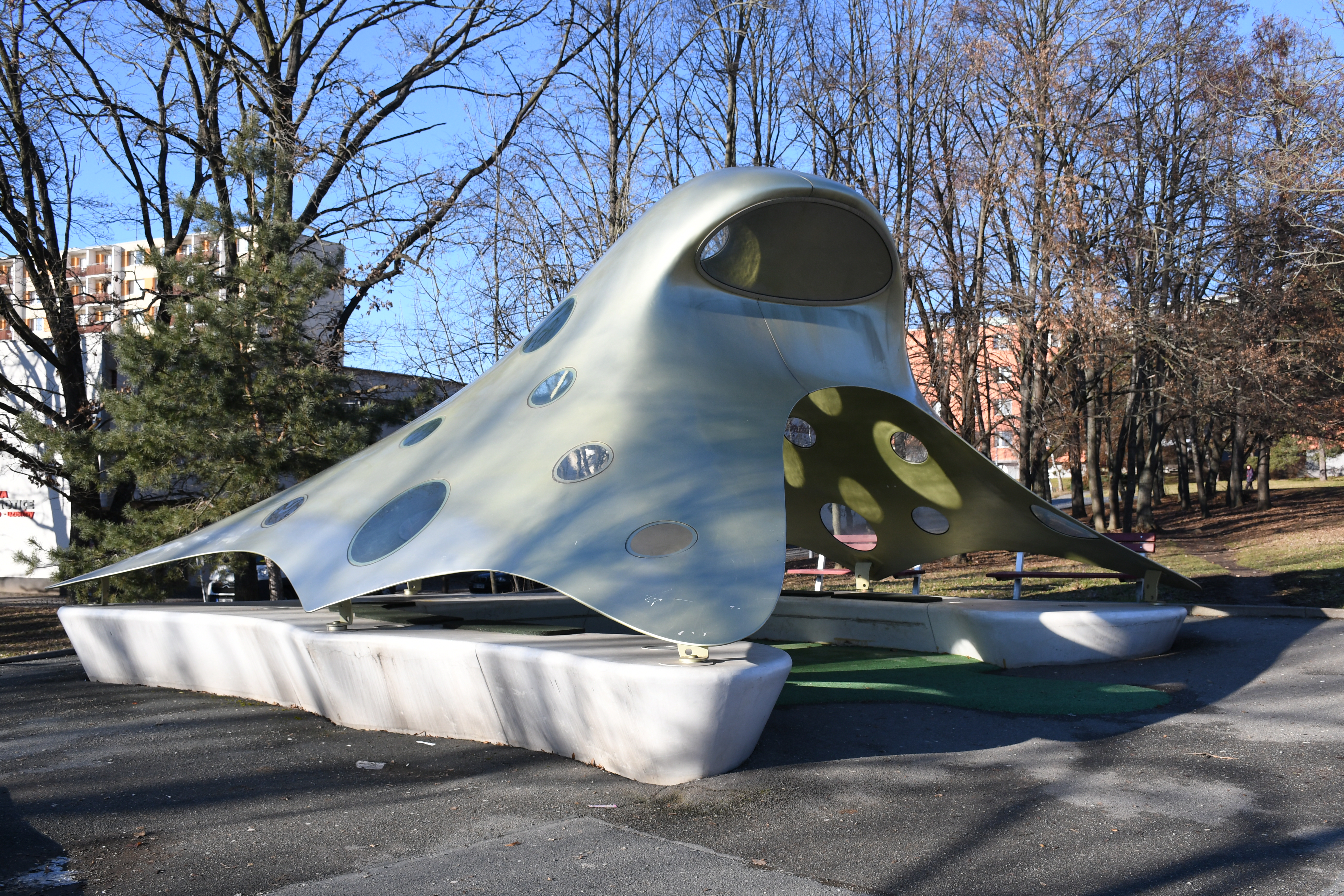
Přístřešek na autobusové zastávce v brněnské čtvrti Lesná v podobě blobu Jana Kaplického

Zmenšená a upravená verze Kaplického Národní knihovny byla postavena v Brně jako přístřešek zastávky městské hromadné dopravy Loosova ve čtvrti Lesná. Student práv Martin Felgr ji navrhl v rámci soutěže pro vzhled vybraných zastávek MHD v celé České republice, kterou vypsala společnost Pepsi. Nápad uživatele s přezdívkou Tygr, který vybrala čtyřčlenná porota, se zamlouval i Elišce Kaplicky. Původně měl být přístřešek ve tvaru blobu umístěn na zastávce Brechtova, po konzultaci s Dopravním podnikem města Brna byl projekt upraven pro nedalekou zastávku Loosova. Vedení městské části Brno-sever však mělo v roce 2010 k zastávce výhrady, stavba byla odsouhlasena až novým osazenstvem radnice po volbách na podzim 2010. Začátkem roku 2011 byla odlita sklolaminátová skořepina přístřešku, která byla během léta osazena na připravený sklocementový podstavec. Dne 20. září 2011 byla zastávka slavnostně otevřena. Stavba má půdorysné rozměry 7 × 7 m a výšku přibližně 4 m.
Během září či října 2013 neznámá skupina lidí umístila do prostoru zastávky malou knihovničku s regály a knížkami. Tato knihovnička však byla brzy poškozena vandaly. 

## Další vývoj
K záměru výstavby nové Národní knihovny na Letné v této podobě se vrátila při komunálních volbách v roce 2010 ODS, a její tehdejší kandidát na primátora Bohuslav Svoboda, který uvedl, že strana svůj názor na stavbu přehodnotila a návrh podpořil. Po volbách však nedošlo k dalším aktivitám. K návrhu se pak pravidelně vrací některé politické strany během volební kampaně a to jak v roce 2014, tak v roce 2018. 
V červnu roku 2019 došlo k mírnému pokroku v případných přípravách stavby, dědička autorských práv k návrhu Eliška Kaplický Fuchsová podepsala s Národní knihovnou a ministerstvem kultury memorandum o převodu autorských práv. Autorská práva k návrhu tak nyní vlastní český stát. Ministr kultury Staněk (ČSSD) v této souvislosti uvedl, že na ministerstvu vzniká pracovní skupina, která se možnostmi využití projektu blobu a potřebami NK, pokud jde o novou budovu, bude zabývat.